# لوکاس پاکتا
لوکاس تولنتینو کوئلو د لیما (پرتغالی: Lucas Tolentino Coelho de Lima؛ زادهٔ ۲۷ اوت ۱۹۹۷) بازیکن فوتبال اهل برزیل است که برای باشگاه وستهام یونایتد بازی می‌کند.